# Disco robustipes
Disco robustipes is een eenoogkreeftjessoort uit de familie van de Discoidae. De wetenschappelijke naam van de soort is voor het eerst geldig gepubliceerd in 1974 door Gordeeva K.T..